# Izrojenost (matematika)
Izrojenost (tudi degeneriranost) v matematiki predstavlja mejni primer, v katerem se razred matematičnih objektov spremeni tako, da pripada drugemu (običajno) enostavnejšemu razredu objektov. 
Zgledi izrojenosti:
- točka je izrojenost krožnice (tiste, ki ima radij 0)
- krožnica je izrojena oblika elipse (tiste, ki ima ekscentričnost enako 0)
- daljica je izrojena oblika pravokotnika, če ima pravokotnik višino enako 0
- hiperbola se lahko izrodi v dve premici, ki se sekata v točki, družina hiperbol pa ima premici za asimptoti
- množica, ki ima samo eno točko, je izrojeni kontinuum
- slučajna spremenljivka, ki lahko zavzame eno vrednost, ima izrojeno porazdelitev
- sfera je izrojeni torus, pri katerem poteka os vrtenja skozi središče kroga, ki generira torus, in ne zunaj njega
- izrojeni trikotnik ima kolinearna oglišča